# Hawaii Open 2017
L'Hawaii Open 2017, anche conosciuto come Hawaii Open presented by the Hawaii Tourism Authority per motivi di sponsorizzazione, è stato un torneo di tennis femminile giocato sul cemento. È stata la seconda edizione del torneo, che fa parte del WTA Challenger Tour 2017. Il torneo si è giocato al Central Oahu Regional Park di Honolulu negli Stati Uniti d'America dal 20 al 26 novembre 2017.

## Partecipanti

### Teste di serie
| Nazionalità   | Giocatrice      | Ranking* | Testa di serie |
| ------------- | --------------- | -------- | -------------- |
| Cina          | Zhang Shuai     | 36       | 1              |
| Taipei cinese | Hsieh Su-wei    | 84       | 2              |
| Russia        | Evgeniya Rodina | 86       | 3              |
| Giappone      | Kurumi Nara     | 102      | 4              |
| Giappone      | Risa Ozaki      | 115      | 5              |
| Stati Uniti   | Sachia Vickery  | 118      | 6              |
| Giappone      | Misaki Doi      | 121      | 7              |
| Cina          | Han Xinyun      | 131      | 8              |

* Ranking al 13 novembre 2017.

### Altre partecipanti
Le seguenti giocatrici hanno ricevuto una wild card per il tabellone principale:
- Michaela Gordon
- Allie Kiick
- Anastasia Pivovarova
- Taysia Rogers
- Zhang Shuai

Le seguenti giocatrici sono passate dalle qualificazioni:

- Han Na-lae
- Haruka Kaji
- Claire Liu
- Katherine Sebov

## Campionesse

### Singolare
Zhang Shuai ha sconfitto in finale  Jang Su-jeong col punteggio di 0–6, 6–2, 6–3.

### Doppio
Hsieh Shu-ying /  Hsieh Su-wei hanno sconfitto in finale  Eri Hozumi /  Asia Muhammad col punteggio di 6–1, 7–6(3).